# Dog in the Fog
Dog in the Fog – marka piwa aromatyzowanego, produkowana w latach 2005-2010 przez koncern Kompania Piwowarska.
Piwo zawierało 12,8% ekstraktu i 5,1% zawartości alkoholu. Miało bursztynowy kolor. Było to piwo łączące typową piwną gorycz z głęboką, słodową nutą. Dostępne było w butelkach 0,33 l, 0,5 l i 0,66 l oraz w puszce 0,5 l. Na rynek Polski zostało wprowadzone w marcu 2005 roku. W 2007 zmieniono jego smak na mniej owocowy i zwiększono zawartość alkoholu do 5,5%. W 2010 zaprzestano jego produkcji ze względu na zbyt małą sprzedaż.

## Kampanie reklamowe
Pierwsza reklama typu flash mob reklamująca Dog in the Fog rozpoczęła się 12 kwietnia 2004 roku. Kampanię przygotowała agencja reklamowa PZL, a realizacji podjęła się agencja Sigma International (Poland) Ltd. Akcja reklamowa Dog in the fog (Pies we mgle) pod nazwą Ludzie ze smyczami, podzielona na siedem etapów, ruszyła jednocześnie w kilku największych miastach Polski. Kilka osób trzymało smycze z niewidzialnym psem, udając, iż wyprowadzają go na spacer, a w późniejszych etapach osoby te spotykały się wspólnie i zachwalały swoje zwierzęta. Kampania była osnuta tajemnicą, nie wyjaśniała celu akcji, nie ujawniała autorów i zleceniodawców. Jednocześnie agencje poprzez własnych fotoreporterów próbowały zainteresować tajemniczym zjawiskiem media. W wyniku trwającej do 18 kwietnia kampanii na temat ludzi spacerujących z niewidzialnymi psami pojawiło się 20 publikacji, w tym: 1 publikacja telewizyjna (Panorama TVP2), 8 publikacji radiowych, 10 publikacji prasowych. Wywołała też dyskusję na forach internetowych, gdzie m.in. niewidzialny pies był wystawiony na sprzedaż na stronach Allegro. Cała sprawa została wyjaśniona na konferencji prasowej Kompanii Piwowarskiej S.A. w dniu 27 kwietnia.
Inną kampanią reklamową mającą duży oddźwięk w mediach była kampania pt. Krzesło rozpoczęta w czerwcu 2007 i związana ze zmianą składu i smaku tego produktu. Reklama piwa wzbudziła kontrowersje ze względu na poruszany w niej temat kary śmierci. Spot ten ukazywał człowieka siedzącego na krześle elektrycznym, któremu strażnicy podczas zakładania na głowę elektrody opowiadają dowcipy, wszyscy łącznie ze skazanym są uśmiechnięci i radośni. W pewnej chwili skazanemu robiona jest "fotka na pamiątkę", pada też pytanie "przekręcamy czerwoną gałeczkę?". Hasłem przewodnim reklamy był slogan "Nie odbierajmy życia zbyt poważnie". Stacja telewizyjna TVN24 odmówiła emisji tego spotu.